# Handwerkskunst!
Handwerkskunst! ist eine seit Oktober 2015 laufende Fernsehserie des Südwestrundfunks (SWR), die Einblicke in Handwerksberufe und Handwerksarbeit zeigt, darunter auch alte und selten gewordene Berufe.
Die Sendereihe "Handwerkskunst!" wurde vom SWR in Mainz als Gegenentwurf zum zeitgenössischen Fernsehen entwickelt. Das 45-Minuten-Format zeigt in langen, ruhigen Einstellungen, wie ein Werkstück entsteht. Auf emotionalisierende Musikuntermalung verzichtet das Format seit Beginn an, die Atmosphäre und Geräusche beim Handwerk sollen für sich alleine wirken.
„Handwerkskunst!“ möchte dabei Verständnis dafür wecken, wie viel harte Arbeit, Zeit und Erfahrung ein Werkstück erfordert, wie die alltäglichen und besonderen Dinge entstehen, deren Form und Funktion über Jahrhunderte von Handwerksmeistern zur Perfektion gebracht wurden. Dabei geht es nicht um aussterbende Berufe, gezeigt werden soll Handwerk im 21. Jahrhundert. Das schließt auch den Einsatz hochmoderner Maschinen ein. Im Lauf der Jahre entwickelte sich "Handwerkskunst!" auf verschiedenen Mediatheken zu einem erfolgreichen Doku-Format der ARD. Einzelne Folgen wurden millionenfach aufgerufen ("Wie man einen Dachstuhl zimmert", "Wie man ein echt gutes Brot backt", "Wie man eine Hochzeitstorte backt"), insgesamt wurde die gesamte Reihe bis 2020 über 31 Millionen Mal aufgerufen.
Seit Juni 2020 existiert ein eigener YouTube-Kanal für die SWR Serie Handwerkskunst.
Im April 2024 veröffentlichte die Redaktion die Folge „Wie man eine Handwerkskunst macht“, in der die Herstellung einer Sendung von der Ideenfindung über die Dreharbeiten und den Schnitt bis zur Veröffentlichung gezeigt wird. Darin wird über die Grundsätze der Reihe berichtet.

## Episodenliste
Die Episodenliste basiert auf
| Episode | Staffel | Folge | Titel                                                                   | Erstausstrahlung   | besprochener Beruf           | Besuchte Firma                      |
| ------- | ------- | ----- | ----------------------------------------------------------------------- | ------------------ | ---------------------------- | ----------------------------------- |
| 1       | 1       | 1     | Wie schwer es ist, ein Tor zu schmieden                                 | 16. Oktober 2015   | Kunstschmied                 |                                     |
| 2       | 1       | 2     | Wie man einen schönen, schiefen Korb macht                              | 23. Oktober 2015   | Korbmacher                   |                                     |
| 3       | 1       | 3     | Wie man ein echt gutes Brot backt                                       | 30. Oktober 2015   | Bäcker                       |                                     |
| 4       | 1       | 4     | Wie man einen Schuh für’s Leben macht                                   | 6. November 2015   | Schuhmacher                  |                                     |
| 5       | 2       | 1     | Wie man ein Fass baut                                                   | 29. April 2016     | Küfer                        |                                     |
| 6       | 2       | 2     | Wie man ein Boot baut                                                   | 6. Mai 2016        | Bootsbauer                   |                                     |
| 7       | 2       | 3     | Wie man einen Sattel macht                                              | 13. Mai 2016       | Sattler                      |                                     |
| 8       | 2       | 4     | Wie man einen Stein meißelt                                             | 20. Mai 2016       | Steinmetz                    |                                     |
| 9       | 2       | 5     | Wie man einen Tisch baut                                                | 27. Mai 2016       | Tischler                     |                                     |
| 10      | 3       | 1     | Wie man eine Uhr macht                                                  | 7. Oktober 2016    | Uhrmacher                    |                                     |
| 11      | 3       | 2     | Wie man ein Sakko schneidert                                            | 14. Oktober 2016   | Schneider                    |                                     |
| 12      | 3       | 3     | Wie man ein Buch bindet                                                 | 21. Oktober 2016   | Buchbinder                   |                                     |
| 13      | 3       | 4     | Wie man ein Kirchenfenster macht                                        | 2. Dezember 2016   |                              |                                     |
| 14      | 3       | 5     | Wie man eine Harfe baut                                                 | 9. Dezember 2016   |                              |                                     |
| 15      | 4       | 1     | Wie man ein Jagdmesser schmiedet                                        | 21. April 2017     | Messerschmied                |                                     |
| 16      | 4       | 2     | Wie man ein Waldhorn baut                                               | 28. April 2017     |                              |                                     |
| 17      | 4       | 3     | Wie man einen Sessel polstert                                           | 5. Mai 2017        |                              |                                     |
| 18      | 4       | 4     | Wie man einen Ring für Männer schmiedet                                 | 12. Mai 2017       | Goldschmied                  |                                     |
| 19      | 4       | 5     | Wie man einen Dachstuhl zimmert                                         | 19. Mai 2017       | Zimmerer                     |                                     |
| 20      | 5       | 1     | Wie man eine Brille aus Büffelhorn macht                                | 6. Oktober 2017    |                              |                                     |
| 21      | 5       | 2     | Wie man ein Kaffeeservice töpfert                                       | 13. Oktober 2017   | Töpfer                       |                                     |
| 22      | 5       | 3     | Wie man ein Dach mit Schiefer deckt                                     | 20. Oktober 2017   | Dachdecker                   |                                     |
| 23      | 5       | 4     | Wie man eine Hochzeitstorte backt                                       | 27. Oktober 2017   | Konditorei                   |                                     |
| 24      | 6       | 1     | Wie man eine Elektro-Gitarre baut                                       | 23. Februar 2018   |                              |                                     |
| 25      | 6       | 2     | Wie man einen Bilderrahmen baut                                         | 2. März 2018       |                              |                                     |
| 26      | 6       | 3     | Wie man eine Geldbörse macht                                            | 9. März 2018       | Feintäschner                 |                                     |
| 27      | 6       | 4     | Wie man eine Pfeffermühle drechselt                                     | 16. März 2018      | Drechsler                    |                                     |
| 28      | 7       | 1     | Wie man alte Möbel restauriert                                          | 20. Juli 2018      | Restaurator                  |                                     |
| 29      | 7       | 2     | Wie man einen edlen Füller macht                                        | 27. Juli 2018      |                              |                                     |
| 30      | 7       | 3     | Wie man ein Segel macht                                                 | 3. August 2018     | Segelmacher                  |                                     |
| 31      | 7       | 4     | Wie man ein Glas bläst                                                  | 17. August 2018    | Glasbläser                   |                                     |
| 32      | 7       | 5     | Wie man eine Kuckucksuhr baut                                           | 24. August 2018    | Uhrmacher                    |                                     |
| 33      | 7       | 6     | Wie man einen Ofen baut                                                 | 31. August 2018    | Ofenbauer                    |                                     |
| 34      | 7       | 7     | Wie man einen Herrenhut macht                                           | 14. September 2018 | Hutmacher                    |                                     |
| 35      | 7       | 8     | Wie man eine Glocke gießt                                               | 12. Oktober 2018   | Metall- und Glockengießer    |                                     |
| 36      | 7       | 9     | Wie man einen Whisky brennt                                             | 26. Oktober 2018   | Brenner                      |                                     |
| 37      | 7       | 10    | Wie man eine Krippe baut                                                | 21. Dezember 2018  |                              |                                     |
| 38      | 8       | 1     | Wie man ein Fell gerbt und färbt                                        | 11. Januar 2019    |                              |                                     |
| 39      | 8       | 2     | Wie man eine Gardeuniform schneidert                                    | 25. Januar 2019    | Schneider                    |                                     |
| 40      | 8       | 3     | Wie man ein Kanu baut                                                   | 3. Mai 2019        |                              |                                     |
| 41      | 8       | 4     | Ein Schachbrett mit Intarsien                                           | 10. Mai 2019       |                              |                                     |
| 42      | 8       | 5     | Wie man ein Schaukelpferd baut                                          | 17. Mai 2019       |                              |                                     |
| 43      | 8       | 6     | Wie man ein Schlagzeug baut                                             | 24. Mai 2019       |                              |                                     |
| 44      | 8       | 7     | Wie man edle Pralinen macht                                             | 31. Mai 2019       | Chocolatier                  |                                     |
| 45      | 8       | 8     | Wie man eine Monstranz fertigt                                          | 7. Juni 2019       |                              |                                     |
| 46      | 9       | 1     | Wie man einen Dudelsack baut                                            | 9. August 2019     |                              |                                     |
| 47      | 9       | 2     | Wie man einen Apotheker-Schrank baut                                    | 16. August 2019    |                              |                                     |
| 48      | 9       | 3     | Wie man natürliche Arznei herstellt                                     | 23. August 2019    |                              |                                     |
| 49      | 9       | 4     | Wie man einen Recurvebogen baut                                         | 30. August 2019    |                              |                                     |
| 50      | 9       | 5     | Wie man ein Gemälde restauriert                                         | 13. September 2019 | Restaurator                  |                                     |
| 51      | 9       | 6     | Wie man ein Tiny House baut                                             | 20. September 2019 |                              |                                     |
| 52      | 9       | 7     | Wie man eine Tätowierung sticht                                         | 18. Oktober 2019   | Tätowierer                   |                                     |
| 53      | 9       | 8     | Wie man eine Perücke knüpft                                             | 25. Oktober 2019   |                              |                                     |
| 54      | 10      | 1     | Wie man eine Geige baut                                                 | 6. März 2020       | Geigenbauer                  |                                     |
| 55      | 10      | 2     | Wie man eine Treppe baut                                                | 13. März 2020      |                              |                                     |
| 56      | 10      | 3     | Wie man einen Ledergürtel macht                                         | 20. März 2020      |                              |                                     |
| 57      | 10      | 4     | Wie man ein Hochbeet aus Naturstein baut                                | 27. März 2020      |                              |                                     |
| 58      | 10      | 5     | Wie man Dessous schneidert                                              | 3. April 2020      |                              |                                     |
| 59      | 10      | 6     | Wie man eine Trompete baut                                              | 17. April 2020     |                              |                                     |
| 60      | 10      | 7     | Wie man ein Brautkleid schneidert                                       | 24. April 2020     |                              |                                     |
| 61      | 10      | 8     | Wie man einen Schwimmteich baut                                         | 26. Juni 2020      |                              |                                     |
| 62      | 10      | 9     | Wie man einen Smoker baut                                               | 10. Juli 2020      |                              |                                     |
| 63      | 10      | 10    | Wie man ein Hoftor schreinert                                           | 31. Juli 2020      | Tischler                     |                                     |
| 64      | 10      | 11    | Wie man Stoff webt                                                      | 7. August 2020     |                              |                                     |
| 65      | 10      | 12    | Wie man einen Grabstein haut                                            | 18. September 2020 | Steinmetz                    |                                     |
| 66      | 10      | 13    | Wie man einen Sarg baut                                                 | 13. November 2020  |                              |                                     |
| 67      | 10      | 14    | Wie man ein Pferd beschlägt                                             | 20. November 2020  |                              |                                     |
| 68      | 10      | 15    | Wie man einen Hobel baut                                                | 26. November 2020  |                              |                                     |
| 69      | 10      | 16    | Wie alte Malertechniken eine Zimmerdecke retten                         | 4. Dezember 2020   |                              |                                     |
| 70      | 10      | 17    | Wie man ein Motorrad restauriert                                        | 11. Dezember 2020  |                              |                                     |
| 71      | 10      | 18    | Wie man Lebkuchen backt                                                 | 18. Dezember 2020  | Lebkuchenbäcker              |                                     |
| 72      | 11      | 1     | Wie man einen Hornschlitten baut                                        | 8. Januar 2021     |                              |                                     |
| 73      | 11      | 2     | Wie man einen Saunawagen baut                                           | 15. Januar 2021    |                              |                                     |
| 74      | 11      | 3     | Wie man ein Bier braut                                                  | 22. Januar 2021    |                              |                                     |
| 75      | 11      | 4     | Wie man einen Fastnachtswagen baut                                      | 29. Januar 2021    |                              |                                     |
| 76      | 11      | 5     | Wie man eine Naturseife siedet                                          | 19. Februar 2021   | Seifensieder                 |                                     |
| 77      | 11      | 6     | Wie man ein Küchenmesser macht                                          | 26. Februar 2021   | Schmied                      |                                     |
| 78      | 11      | 7     | Wie man ein Hühnerhaus zimmert                                          | 9. April 2021      |                              |                                     |
| 79      | 11      | 8     | Wie man ein Fahrrad baut                                                | 23. April 2021     |                              |                                     |
| 80      | 11      | 9     | Wie man ein Baumhaus für Kinder baut                                    | 30. April 2021     |                              |                                     |
| 81      | 11      | 10    | Wie man einen Heißluftballon baut                                       | 21. Mai 2021       |                              |                                     |
| 82      | 11      | 11    | Wie man Honig macht                                                     | 28. Mai 2021       | Imker                        |                                     |
| 83      | 11      | 12    | Wie man einen Brunnen bohrt                                             | 11. Juni 2021      | Brunnenbauer                 |                                     |
| 84      | 11      | 13    | Wie man einen Strandkorb baut                                           | 18. Juni 2021      |                              |                                     |
| 85      | 11      | 14    | Wie man ein Bett aus Zirbenholz baut                                    | 25. Juni 2021      |                              |                                     |
| 86      | 11      | 15    | Wie man High Heels macht                                                | 2. Juli 2021       |                              |                                     |
| 87      | 11      | 16    | Wie man einen Lenkdrachen baut                                          | 9. Juli 2021       |                              |                                     |
| 88      | 11      | 17    | Wie man ein Surfskate baut                                              | 30. Juli 2021      |                              |                                     |
| 89      | 11      | 18    | Wie man eine Geburtstagstorte macht                                     | 21. Juli 2021      | Konditor                     |                                     |
| 90      | 11      | 19    | Wie man einen Plattenspieler und eine Cajon baut                        | 13. August 2021    |                              |                                     |
| 91      | 11      | 20    | Wie man eine Zigarre dreht und Gin herstellt                            | 20. August 2021    |                              |                                     |
| 92      | 11      | 21    | Wie man einen Campingbus ausbaut                                        | 27. August 2021    |                              |                                     |
| 93      | 11      | 22    | Wie man Käse macht                                                      | 3. September 2021  |                              |                                     |
| 94      | 11      | 23    | Wie man eine Pfeife macht                                               | 9. September 2021  |                              |                                     |
| 95      | 11      | 24    | Wie man Rotwein macht                                                   | 17. September 2021 |                              |                                     |
| 96      | 11      | 25    | Wie man vom Schaf zur Strickjacke kommt                                 | 1. Oktober 2021    |                              |                                     |
| 97      | 12      | 1     | Wie man Ski aus Holz baut                                               | 14. Januar 2022    |                              |                                     |
| 98      | 12      | 2     | Wie man eine Haustür baut                                               | 21. Januar 2022    |                              |                                     |
| 99      | 12      | 3     | Wie man ein Alphorn und eine Lederhose macht                            | 28. Januar 2022    |                              |                                     |
| 100     | 12      | 4     | Wie man eine Beinprothese fertigt                                       | 11. März 2022      |                              |                                     |
| 101     | 12      | 5     | Wie man ein Stand-up-Paddle baut                                        | 18. März 2022      |                              |                                     |
| 102     | 12      | 6     | Wie man Fachwerk restauriert                                            | 25. März 2022      |                              |                                     |
| 103     | 12      | 7     | Wie man Schokolade und Kaffee macht                                     | 1. April 2022      |                              |                                     |
| 104     | 12      | 8     | Wie man eine Kirchturmspitze baut                                       | 8. April 2022      |                              |                                     |
| 105     | 12      | 9     | Wie man mit Fliesen ein Bad gestaltet                                   | 22. April 2022     |                              |                                     |
| 106     | 12      | 10    | Wie man kreativ filzt und einen Stuhlsitz flicht                        | 13. Mai 2022       |                              |                                     |
| 107     | 12      | 11    | Wie man einen Topf aus Kupfer macht                                     | 27. Mai 2022       |                              |                                     |
| 108     | 12      | 12    | Wie man eine Brezel und einen Brottopf macht                            | 3. Juni 2022       |                              |                                     |
| 109     | 12      | 13    | Wie man eine Sandale fürs Leben macht                                   | 10. Juni 2022      |                              |                                     |
| 110     | 12      | 14    | Wie man ein Blockhaus baut                                              | 17. Juni 2022      |                              |                                     |
| 111     | 12      | 15    | Wie man einen Lederranzen macht                                         | 24. Juni 2022      |                              |                                     |
| 112     | 12      | 16    | Wie man einen Garten gestaltet                                          | 1. Juli 2022       |                              |                                     |
| 113     | 12      | 17    | Wie man alte Autos schöner macht                                        | 15. Juli 2022      |                              |                                     |
| 114     | 12      | 18    | Wie man Edelsteine schleift und wie man ein analoges Foto macht         | 22. Juli 2022      | Edelsteinschleifer, Fotograf |                                     |
| 115     | 12      | 19    | Wie man einen traditionellen Holzstuhl baut                             | 29. Juli 2022      |                              |                                     |
| 116     | 12      | 20    | Wie man Farben und handgeschöpftes Papier macht                         | 5. August 2022     |                              |                                     |
| 117     | 12      | 21    | Wie man traditionell vom Baum zum Brett kommt                           | 12. August 2022    |                              |                                     |
| 118     | 12      | 22    | Wie man Baguette und Macarons macht                                     | 26. August 2022    |                              |                                     |
| 119     | 12      | 23    | Wie man Pizza und Pasta macht                                           | 15. September 2022 |                              |                                     |
| 120     | 12      | 24    | Wie man ein Stofftier näht                                              | 23. September 2022 |                              |                                     |
| 121     | 12      | 25    | Wie man ein Floß baut und ein Seil macht                                | 7. Oktober 2022    | Reepschläger                 |                                     |
| 122     | 12      | 26    | Wie man eine Küche aus Massivholz baut                                  | 14. Oktober 2022   |                              |                                     |
| 123     | 12      | 27    | Wie man eine Bank aus altem Holz baut und Parkett verlegt               | 11. November 2022  |                              |                                     |
| 124     | 12      | 28    | Wie man eine Kerze und einen weihnachtlichen Druck macht                | 22. Dezember 2022  | Kerzenzieher                 |                                     |
| 125     | 13      | 1     | Wie man Schindeln und Ziegel herstellt                                  | 24. Februar 2023   | Schindelmacher               |                                     |
| 126     | 13      | 2     | Wie man Metall schmiedet und Bronze gießt                               | 1. März 2023       |                              |                                     |
| 127     | 13      | 3     | Wie man ein Flugzeug baut                                               | 7. März 2023       |                              |                                     |
| 128     | 13      | 4     | Holzarbeiten mit der Kettensäge                                         | 17. März 2023      |                              |                                     |
| 129     | 13      | 5     | Wie man ein Motorrad baut                                               | 24. März 2023      |                              |                                     |
| 130     | 13      | 6     | Wie man einen Siebdruck macht und einen vergoldeten Rahmen restauriert  | 12. April 2023     |                              |                                     |
| 131     | 13      | 7     | Wie man einen Einbauschrank baut                                        | 21. April 2023     |                              |                                     |
| 132     | 13      | 8     | Wie man eine Theaterkulisse baut                                        | 28. April 2023     |                              |                                     |
| 133     | 13      | 9     | Wie man eine Dachgaube baut                                             | 5. Mai 2023        |                              |                                     |
| 134     | 13      | 10    | Wie man einen Wintergarten baut und ein Flachdach begrünt               | 12. Mai 2023       |                              |                                     |
| 135     | 13      | 11    | Wie man alte Holzfenster erneuert                                       | 19. Mai 2023       |                              |                                     |
| 136     | 13      | 12    | Wie man Oldtimer erneuert                                               | 26. Mai 2023       |                              |                                     |
| 137     | 13      | 13    | Wie man einen Minicamper baut                                           | 2. Juni 2023       |                              |                                     |
| 138     | 13      | 14    | Wie man einen Intarsientisch und einen Schaukelstuhl baut               | 9. Juni 2023       |                              |                                     |
| 139     | 13      | 15    | Wie man Möbel aus Altholz macht                                         | 21. Juni 2023      |                              |                                     |
| 140     | 13      | 16    | Wie man eine eiserne Pfanne schmiedet und ein richtig gutes Steak macht | 30. Juni 2023      |                              |                                     |
| 141     | 13      | 17    | Wie man eine Westerngitarre baut                                        | 6. Juli 2023       | Gitarrenbauer                |                                     |
| 142     | 13      | 18    | Wie man eine Zahnbrücke macht                                           | 14. Juli 2023      |                              |                                     |
| 143     | 13      | 19    | Wie man einen Lautsprecher und eine Mundharmonika baut                  | 4. August 2023     |                              |                                     |
| 144     | 13      | 20    | Wie man Damen- und Herrenfrisuren schneidet                             | 11. August 2023    | Friseur                      |                                     |
| 145     | 13      | 21    | Wie man mit Beton und Bronze arbeitet                                   | 15. August 2023    |                              |                                     |
| 146     | 13      | 22    | Wie man einen Miniatur Unimog baut                                      | 25. August 2023    |                              |                                     |
| 147     | 13      | 23    | Wie man eine historische Laterne restauriert                            | 17. September 2023 |                              |                                     |
| 148     | 13      | 24    | Wie man Schwarzwälder Kirschtorte backt                                 | 24. September 2023 | Konditor                     |                                     |
| 149     | 13      | 25    | Wie man eine Kuppel mauert                                              | 1. Oktober 2023    |                              |                                     |
| 150     | 13      | 26    | Wie man ein Feuerwerk macht                                             | 6. Oktober 2023    |                              |                                     |
| 151     | 13      | 27    | Wie man eine Teekanne aus Silber macht                                  | 14. Oktober 2023   |                              |                                     |
| 152     | 13      | 28    | Wie man ein Dach mit Reet deckt                                         | 22. Oktober 2023   |                              |                                     |
| 153     | 13      | 29    | Wie man einen Terrazzoboden gießt                                       | 29. Oktober 2023   |                              |                                     |
| 154     | 13      | 30    | Wie man Holzkohle macht                                                 | 5. November 2023   | Köhler                       |                                     |
| 155     | 13      | 31    | Wie man einen Baum schneidet                                            | 12. November 2023  |                              |                                     |
| 156     | 13      | 32    | Wie man Maultaschen macht                                               | 19. November 2023  |                              |                                     |
| 157     | 13      | 33    | Wie man einen Kachelofen nach Abgasnorm baut                            | 26. November 2023  |                              |                                     |
| 158     | 13      | 34    | Wie man eine handgefertigte Lampe baut                                  | 3. Dezember 2023   | Metallbildner                | vs-manufaktur, Steinheim a. d. Murr |
| 159     | 13      | 35    | Wie man eine japanische Teeschale brennt                                | 10. Dezember 2023  | Töpfer                       |                                     |
| 160     | 13      | 36    | Wie man Orgelpfeifen baut                                               | 17. Dezember 2023  | Orgelbauer                   |                                     |
| 161     | 14      | 1     | Wie man eine farbige Zeichnung macht                                    | 7. Januar 2024     |                              |                                     |
| 162     | 14      | 2     | Wie man einen Tischkicker baut                                          | 14. Januar 2024    |                              |                                     |
| 163     | 14      | 3     | Wie man einen Flügel restauriert                                        | 21. Januar 2024    | Klavier- und Cembalobauer    |                                     |
| 164     | 14      | 4     | Wie man Tiere fürs Museum präpariert                                    | 28. Januar 2024    | Präparator                   |                                     |
| 165     | 14      | 5     | Wie man einen Besen macht                                               | 4. Februar 2024    | Besenbinder, Bürstenbinder   |                                     |
| 166     | 14      | 6     | Cyclekart: Wie man eine Seifenkiste mit Motor baut                      | 11. Februar 2024   |                              |                                     |
| 167     | 14      | 7     | Wie man einen Gitarrenverstärker baut                                   | 18. Februar 2024   | Elektroingenieur, Tischler   |                                     |
| 168     | 14      | 8     | Wie man ein Baumhaus baut                                               | 25. Februar 2024   |                              |                                     |
| 169     | 14      | 9     | Wie man ein 3D-Straßenbild malt                                         | 3. März 2024       |                              |                                     |
| 170     | 14      | 10    | Wie man einen Hochsitz baut                                             | 10. März 2024      |                              |                                     |
| 171     | 14      | 11    | Wie man eine Filmszene vertont                                          | 17. März 2024      | Geräuschemacher              |                                     |
| 172     | 14      | 12    | Wie man ein Wagenrad baut                                               | 24. März 2024      | Stellmacherei                |                                     |
| 173     | 14      | 13    | Wie man einen Bugholzstuhl macht                                        | 31. März 2024      | Holzmechaniker               |                                     |
| 174     | 14      | 14    | Wie ein Barista Espresso und Latte Art macht                            | 7. April 2024      |                              |                                     |
| 175     | 14      | 15    | Wie man eine Handwerkskunst macht                                       | 14. April 2024     |                              |                                     |
| 176     | 14      | 16    | Wie man Wände mit Lehm verputzt                                         | 21. April 2024     |                              |                                     |
| 177     | 14      | 17    | Wie man eine Skulptur aus Stein haut                                    | 28. April 2024     | Steinbildhauer               |                                     |
| 178     | 14      | 18    | Wie man mit Holz und Epoxidharz arbeitet                                | 5. Mai 2024        |                              |                                     |
| 179     | 14      | 19    | Wie man ein nachhaltiges Modulhaus baut                                 | 12. Mai 2024       |                              |                                     |
| 180     | 14      | 20    | Wie man Bonbons und Lollis macht                                        | 19. Mai 2024       |                              |                                     |
| 181     | 14      | 21    | Wie man mit Pinsel und Spachtel Räume gestaltet                         | 26. Mai 2024       | Kirchenmaler                 |                                     |
| 182     | 14      | 22    | Wie man Kunstgravuren macht                                             | 02. Juni 2024      |                              |                                     |
| 183     | 14      | 23    | Wie man ein Glasauge macht                                              | 09. Juni 2024      |                              |                                     |
| 184     | 14      | 24    | Wie man eine Trockenmauer baut                                          | 16. Juni 2024      |                              |                                     |
| 185     | 14      | 25    | Wie man ein Surfboard aus Holz macht                                    | 23. Juni 2024      |                              |                                     |
| 186     | 14      | 26    | Wie man mit Stuck arbeitet                                              | 30. Juni 2024      |                              |                                     |
| 187     | 14      | 27    | Wie man einen Blumenstrauß bindet                                       | 07. Juli 2024      |                              |                                     |
| 188     | 14      | 28    | Wie man eine Kuppel mauert                                              | 14. Juli 2024      |                              |                                     |
| 189     | 14      | 29    | Wie man einen Flipper restauriert                                       | 21. Juli 2024      |                              |                                     |
| 190     | 14      | 30    | Wie man ein Korsett macht                                               | 28. Juli 2024      |                              |                                     |
| 191     | 14      | 31    | Wie man ein Jagdgewehr fertigt                                          | 04. August 2024    |                              |                                     |
| 192     | 14      | 32    | Wie man eine Destille baut                                              | 11. August 2024    |                              |                                     |
| 193     | 14      | 33    | Wie man vom Eisenerz zum Messer kommt                                   | 18. August 2024    |                              |                                     |
| 194     | 14      | 34    | Wie man einen Gewölbekeller baut                                        | 25. August 2024    |                              |                                     |
| 195     | 14      | 35    | Wie man einen Leisten für Schuhe macht                                  | 01. September 2024 |                              |                                     |
| 196     | 14      | 36    | Wie man ein Bodypainting sprüht                                         | 08. September 2024 |                              |                                     |
| 197     | 14      | 37    | Wie man eine Celesta baut                                               | 15. September 2024 |                              |                                     |
| 198     | 14      | 38    | Wie man ein Dirndl macht                                                | 22. September 2024 |                              |                                     |
| 199     | 14      | 39    | Wie man eine Axt schmiedet                                              | 29. September 2024 |                              |                                     |
| 200     | 14      | 40    | Wie ein Glasmaler arbeitet                                              | 06. Oktober 2024   |                              |                                     |
| 201     | 14      | 41    | Wie man ein Kaleidoskop baut                                            | 13. Oktober 2024   |                              |                                     |
| 202     | 14      | 42    | Wie man einen Hof pflastert                                             | 20. Oktober 2024   |                              |                                     |
| 203     | 14      | 43    | Wie man ein Akkordeon baut                                              | 27. Oktober 2024   |                              |                                     |
| 204     | 14      | 44    | Wie man einen Kornspeicher baut                                         | 03. November 2024  |                              |                                     |
| 205     | 14      | 45    | Wie man einen Holzeimer macht                                           | 10. November 2024  |                              |                                     |
| 206     | 14      | 46    | Wie man einen Dampflok baut                                             | 17. November 2024  |                              |                                     |
| 207     | 14      | 47    | Wie man ein Turnpferd baut                                              | 24. November 2024  |                              |                                     |
| 208     | 14      | 48    | Wie man Plätzchenformen schnitzt & Springerle backt                     | 01. Dezember 2024  |                              |                                     |
| 209     | 14      | 49    | Wie man Krippenfiguren macht                                            | 08. Dezember 2024  |                              |                                     |
| 210     | 14      | 50    | Wie man eine Rüstung baut                                               | 15. Dezember 2024  |                              |                                     |
| 211     | 14      | 51    | Wie man eine Truhe ohne Schrauben & Nägel baut                          | 22. Dezember 2024  |                              |                                     |
| 212     | 15      | 1     | Wie man Böden aus Epoxidharz macht                                      | 05. Januar 2025    |                              |                                     |
| 213     | 15      | 2     | Wie man eine Schallplatte macht                                         | 12. Januar 2025    |                              |                                     |
| 214     | 15      | 3     | Wie man einen Gewehrschaft macht                                        | 19. Januar 2025    |                              |                                     |
| 215     | 15      | 4     | Wie man Graffiti sprüht                                                 | 26. Januar 2025    |                              |                                     |
| 216     | 15      | 5     | Wie man einen Oldtimer e-mobil macht                                    | 02. Februar 2025   |                              |                                     |
| 217     | 15      | 6     | Wie man Fastnachtsmasken schnitzt                                       | 09. Februar 2025   |                              |                                     |
| 218     | 15      | 7     | Wie man ein Motorrad Custom Painting macht                              | 02. März 2025      |                              |                                     |
| 219     | 15      | 8     | Wie man früher eine Sense gemacht hat                                   | 09. März 2025      |                              |                                     |
| 220     | 15      | 9     | Wie man Schwarzwälder Schinken macht                                    | 23. März 2025      |                              |                                     |
| 221     | 15      | 10    | Wie man ein Cembalo baut                                                | 30. März 2025      |                              |                                     |